# Liste des marques de chewing-gum
Cette liste montre les marques de chewing-gum ou gomme à mâcher dans le monde. 
Les marques de chewing-gum sont classées par pays.

## Les chewing-gum par pays

### Canada
- Excel
- Juicy Fruit
- Trident
- Hubba Bubba

### Danemark
- Stimorol

### États-Unis
- Freedent
- Hubba Bubba
- Airwaves
- Trident
- Eclipse
- Big League Chew

### France
- Alco
- Better Ball
- Bell / Bull
- Candy
- Dandy
- Globo (Algérie française)
- Health Gum
- Hollywood Chewing Gum
- king
- Kréma, chewing-gum POP
- Marbett
- Malabar
- May
- Olympiad
- OneGum
- Royal
- Shoot
- Sphero
- Spring gum
- Tarzan
- TooGood

### Japon
- Black Black
- Braingym

### Royaume-Uni
- Chiclets